# مسیو اتک
مسیو اتک نام پروژه موسیقی و گروهی موسیقی است که با همکاری تهیه کنندگان شهر بریستول انگلستان و آهنگسازان و خوانندگان مهمان به وجود آمده است و به ضبط آهنگ و اجرای تور موسیقی میپردازد.این گروه به عنوان پایه‌گذار سبک تریپ هاپ شناخته می‌شود.

## آلبوم‌ها
- Blue Lines - ۱۹۹۱
- Protection - ۱۹۹۴
- Mezzanine - ۱۹۹۸
- ۱۰۰th Window - ۲۰۰۳
- Heligoland - ۲۰۱۰